# Raymond Sirretta
Raymond Sirretta, né le 19 juin 1893 à Avignon et mort le 2 octobre 1987 à Coutances, est un pilote, journaliste et écrivain français. Il a fondé la revue Aviasport.

## Biographie
Il nait le 19 juin 1893 alors que son père est déjà décédé. Le décès de sa mère quand il a 17 ans le contraint à abandonner ses études pour gagner sa vie comme monteur en construction navale. Un an après, il participe au montage d'un Blériot pour Paul Tarascon ce qui lui permet de devenir metteur au point dans l'aviation. Nonobstant cette spécialité il est mobilisé en 1914 dans l'Infanterie coloniale. Blessé aux Dardanelles il est classé inapte pour l'infanterie et il est versé dans l'aviation, à l'escadrille 66, avant de rejoindre la section technique de l'aéronautique. En 1919, démobilisé, il entre chez Blériot qu'il quitte dès 1920 pour s'engager aux Transports aériens guyanais. L'entreprise fait faillite au bout d'un an et il se reconvertit en prospecteur minier pour diverses sociétés.
Il rentre en France en 1931 et commence à se consacrer au vol moteur et à voile et à rédiger bénévolement des articles pour la revue Les Ailes. Il obtient son brevet de moniteur vol à voile en 1942 à la Montagne Noire.
En 1946, il crée la coupe Sirretta récompensant chaque année le pilote de planeur qui aura réalisé le meilleur gain d'altitude sur planeur monoplace avec retour au point de départ sur un terrain de la région parisienne (lancement au treuil),.
Il publie chez Flammarion en 1948 le livre "Le vol à voile (l'aile et le vent)" ou il met "un peu de mon expérience et beaucoup de celle des autres".
En 1953 il est victime d'un grave accident en brassant l'hélice d'un Stampe SV-4 qui lui fait perdre l'usage du bras gauche et lui vaudra cinq mois d’hôpital. Pendant sa convalescence il crée Aviasport avec des moyens très réduits. Il trouve un imprimeur qui accepte de lui imprimer 4000 exemplaires à crédit. Il en est le premier rédacteur en chef.
Les 14 premiers numéros contiendront "l’Évangile selon Saint-Yan", nom trouvé par lui pour une technique d'enseignement du pilotage développée au centre national de vol moteur de Saint-Yan.
Il décède le 2 octobre 1987 à Coutances.

## Publications

### Ouvrages et articles
- Raymond Sirretta, Le vol à voile (l'aile et le vent), Paris, Flammarion, 1948, 214 p.

## Décorations et distinctions
- Chevalier de la Légion d'honneur.
- Médaille d'or de la Fédération française de vol à voile pour 1975 [1]